# Declinación del árabe
El término ʼIʻrāb (en árabe : (إﻋﺮﺍﺏ) designa el sistema de sufijos nominales, adjetival o verbales del árabe clásico y del árabe estándar moderno. Es un nombre verbal (maṣdar  مصدر)  construido a partir de la raíz ع-ر-ب (ʻ-r-b ; forma IV) y su traducción literal es « arabización ». El término está pues emparentado etimológicamente a la palabra « Árabe ».
Los sufijos típicos de la declinación se escriben únicamente en los textos totalmente vocalizados, como el Corán, diccionarios o los libros de aprendizaje de la lectura para niños (o no arabófonos). Están pronunciados en el discurso oral formal pero han desaparecido de todos los dialectos árabes contemporáneos. Las reglas de la pronunciación árabe hacen que los sufijos solo sean pronunciados al final de frase en ciertas circunstancias.

## Las declinaciones

### Sustantivos que siguen una declinación regular
Cuando el sustantivo a declinar está definido, los sufijos son -u (para el nominativo), -a (para el acusativo), -i (para el genitivo).
Cuando el sustantivo es indefinido, los sufijos están completados de un -n (tanwīn) : -un (para el nominativo), -an (para el acusativo), -in (para el genitivo).
Este sistema se aplica a la mayoría de los sustantivos, comprende los sustantivos femeninos que terminan en -ah / -at (tāʾ marbūṭta : ة), así como a numerosos plurales fractos (irregulares).
El /n/ final cae igualmente cuando el sustantivo al acusativo forma la primera parte de una iḍāfa o "anexión", es decir una construcción de sustantivos cuyo segundo término es el genitivo (ex.: la casa del hombre, el coche de los amigos). En la lógica de la frase, el segundo término está automáticamente definido por la anexión al nombre que completa.
Así :
- Nominativo (مرفوع marfūʿ) :
  - baytun بَيتٌ :  una casa
  - al-baytu البَيتُ : la casa
  - baytu r-rajuli بَيتُ الرَّجُلِِ : la casa del hombre.

- Acusativo (منصوب manṣūb):
  - baytan بَيتًا : (veo) una casa
  - al-bayta البَيتَ : (veo) la casa
  - bayta r-rajuli بَيتَ الرَّجُلِِ : (veo) la casa del hombre.

- Genitivo (مجرور majrūr):
  - baytin بَيتٍ : (de )una casa
  - al-bayti البَيتِ : (de) la casa
  - baytu r-rajuli بَيتِ الرَّجُلِِ : (de) la casa del hombre.

### Diptotos
Algunos nombres al singular (numerosos nombres propios o nombres de lugar), así como ciertos tipos de plurales irregulares están calificados de diptotos (الممنوع من الصرف al-mamnūʻ min haṣ-ṣarf, literalmente : (el que) está privado de pureza, o (el que) está privado de terminación causal). Estas palabras solo tienen dos sufijos de casos.
Cuando el sustantivo es indefinido, o en una iḍāfa, las terminaciones son -u (nominativo), -tiene (acusativo), y -tiene (genitivo), es decir sin adición del tanwīn y similar a los dos últimos casos. Cuando el sustantivo está definido, el genitivo está marcado por la -i habitual.

### El dual
Las terminaciones del dual (المثنى al-muthannā) son: -āni (nominativo) y -ayni (acusativo y genitivo). El -ni cae en una iḍāfa.
- Nominativo :
  - wālidāni والدان: dos padres
  - al-wālidāni الوالدان: los dos padres
  - wālidā r-rajuli  والدا الرجل: los dos padres del hombre.

- Acusativo y genitivo:
  - wālidayni والدين: dos padres
  - al-wālidayni الوالدين: los dos padres
  - wāliday r-rajuli والدي الرجل: los dos padres del hombre.

### Plural masculino regular
El plural masculino regular, o completo (الجمع المذكّر السالم al-Ǧamʻ al-muḏakkar #as sālim), que implica sobre todo seres humanos de sexo masculino) está marcado por los sufijos -ūna (nominativo) y -īna (acusativo y genitivo). Estas terminaciones no cambian aunque el sustantivo esté definido o indefinido.
El -na cae cuando el nombre es en una iḍāfa :
- Nominativo :
  - wālidūna والدون: de los padres (más de dos)
  - al-wālidūna الوالدون: los padres (más de dos)
  - wālidū r-rijāli والدو الرجال: los padres (más de dos) de los hombres.

- Acusativo y genitivo:
  - wālidīna والدين: de los padres
  - al-wālidīna الوالدين: los padres
  - wālidī r-rijāli والدي الرجال: los padres de los hombres.

### Plural femenino regular
El plural femenino regular (الجمع المؤنث السالم al-Ǧamʻ al-mu'annaṯ as sālim) están marcados por los sufijos -ātu[n] (nominativo [indefinido]) y -āti[n] (acusativo y genitivo [indefinido]),.
El -n final cae cuando el nombre está en una iḍāfa.
- Nominativo:
  - mudarrisātun مدرسات: de los enseñantes
  - al-mudarrisātu المدرسات: los enseñantes
  - mudarrisātu l-ʾawlādi مدرسات الاولاد: los enseñantes de los niños.

- Acusativo y genitivo:
  - mudarrisātin مدرسات: de los enseñantes
  - al-mudarrisāti المدرسات: los enseñantes
  - mudarrisāti l-ʾawlādi مدرسات الاولاد: los enseñantes de las niños.

## Sistema verbal
La conjugación lleva igualmente sufijos vocalizados que determinan el modo del verbo.
- El indicativo (مرفوع marfūʿ) : -u.  yaktubu significa « escribe ».[6]
- El subjuntivo (منصوب manṣūb) : -a. yaktuba significa « que escriba ».
- El modo yusivo o apócope (مجزوم majzūm) : -Ø. yaktub (forma empleada en ciertas construcciones subordinadas, o para el imperativo). Los principios de la eufonía pueden a veces a la adición de una -i final : yaktubi (por ejemplo, cuando el yusivo está seguido de dos consonantes)

Los gramáticos árabes tradicionales han establecido una équivalence entre el indicativo de los verbos y el nominativo de los sustantivos, entre el subjuntivo y el acusativo, y entre el yusivo y el genitivo: por eso estas formas llevan los mismos nombres en árabe - excepto el par yusivo-genitivo, tal vez porque la -i del yusivo cae a menudo, lo que rompe la similitud. No obstante, las investigaciones en lingüística histórica no han podido establecer si los sufijos similares son el resultado de un antiguo vínculo intrínseco entre las dos partes de cada par, o es el resultado de la casualidad.